# Кучељо
Кучељо (итал. Cuceglio) је насеље у Италији у округу Торино, региону Пијемонт.
Према процени из 2011. у насељу је живело 959 становника. Насеље се налази на надморској висини од 358 м.

## Становништво
| 1936. | 1951. | 1961. | 1971. | 1981. | 1991. | 2001. | 2011. |
| ----- | ----- | ----- | ----- | ----- | ----- | ----- | ----- |
| 918   | 750   | 688   | 774   | 771   | 843   | 925   | 997   |